# 傅伯隆
傅伯隆（1922年4月25日—2009年2月17日），又譯作傅伯龍，教授，曾出任越南共和國勞動部長。

## 生平

### 早年經歷
1922年4月25日，傅伯隆出生於法屬印度支那河內。:468:101
傅伯隆早年曾就讀於上海聖芳濟書院、河內保護中學（今朱文安中學）、阿爾貝·薩羅中學等學校。
1946年至1950年，傅伯隆在河內大學學習軍事藥劑學。:101
1954年7月，傅伯隆獲選富布赖特项目獎學金，一開始，他想要申請進入喬治城大學攻讀商學，由於該校沒有他想要學習的專業，他被介紹進入哈佛大學攻讀工商管理碩士。:468:101

### 職業生涯
1956年，傅伯隆完成在哈佛大學的學習，:468:101回國進入越南第一共和國時期的國家銀行從事管理工作。他還曾擔任過北圻磚廠、玻璃公司的總經理和埃索公司在西貢的地方經理。
1967年至1968年，傅伯隆擔任阮文祿內閣勞動部長。:468

### 1975年後
1975年，傅伯隆和家人移居美國。後來，他曾多次回到越南。
2009年2月17日，傅伯隆在美國弗吉尼亞州麥克林逝世，享壽87歲。

## 個人生活
傅伯隆是天主教徒，:101已婚，有六個子女。:468

## 著作
- 自傳《On the Long Way Home》[9]